# Limnephilus spinatus
Limnephilus spinatus là một loài Trichoptera trong họ Limnephilidae. Chúng phân bố ở miền Tân bắc.